# Elspeth Dudgeon
Pour les articles homonymes, voir Dudgeon.
Elspeth Dudgeon (née le 4 décembre 1871 à Londres, Royaume-Uni) et morte le 11 décembre 1955  à Los Angeles, Californie, États-Unis) est une actrice anglaise.

## Biographie
Après une longue carrière au théâtre peu brillante, elle a rejoint le cinéma en 1932, où elle a joué surtout des petits rôles de femmes âgées insignifiantes.

## Filmographie partielle
- 1932 : L'Homme qui jouait à être Dieu (The Man Who Played God) de John G. Adolfi : femme désirant acheter un billet d'entrée
- 1932 : Une soirée étrange (The Old Dark House) de James Whale : Sir Roderick Femm
- 1933 : Danseuse étoile (Stage Mother) de Charles Brabin
- 1935 : La Fiancée de Frankenstein (The Bride of Frankenstein) de James Whale : la mère du gitan
- 1937 : Sh! The Octopus de William C. McGann : Nanny
- 1939 : Bulldog Drummond's Secret Police de James Patrick Hogan : Mrs. Thomas, propriétaire
- 1940 : Correspondant 17 (Foreign Correspondent) d'Alfred Hitchcock
- 1942 : Une femme cherche son destin (Now, Voyager) d'Irving Rapper : Tante Hester
- 1947 : Monsieur Verdoux de Charlie Chaplin : une vieille dame
- 1949 : Le Jardin secret (The Secret Garden) de Fred M. Wilcox : la mère de Dickon